# 아난시립 이시마 소학교
아난시립 이시마 소학교(阿南市立伊島小学校)는 일본 도쿠시마현 아난시에 있는 1879년에 설립된 공립 초등학교다. 2022년도부터 휴교중되고 있다.